# Pools-Litouws-Teutoonse Oorlog
De Pools-Litouws-Teutoonse Oorlog of de Grote Oorlog vond plaats tussen 1409 en 1411. Hierin stonden het koninkrijk Polen en het groothertogdom Litouwen tegenover de Duitse Orde. De oorlog vond zijn aanleiding in de lokale Samogitische opstand en begon toen de Teutoonse ridders Polen binnenvielen in augustus 1409. Toen geen van beide zijden klaar bleek voor een open oorlog, slaagde Wenceslaus IV van Bohemen erin een wapenstilstand van 9 maanden te bewerkstelligen. Toen de wapenstilstand eindigde in 1410, werd de Duitse Orde beslissend verslagen in de Slag bij Tannenberg, een van de grootste veldslagen in middeleeuws Europa. Het grootste deel van de Teutoonse bevelhebbers werd gedood of gevangengenomen. Hoewel ze verslagen waren, doorstonden de Teutoonse ridders het beleg van hun hoofdstad Mariënburg en leden slechts kleine territoriale verliezen door de Eerste Vrede van Thorn. Territoriale conflicten bleven echter duren tot de Vrede van Meln in 1422. De Orde zou echter nooit meer tot haar vroegere glorie terugkeren en de herstelbetaling die ze moest betalen zorgde voor interne conflicten en economische terugval in haar grondgebied. De oorlog veranderde de machtsverhoudingen in Centraal-Europa en kenmerkte de opkomst van de Pools-Litouwse Unie als de dominante macht in de regio.

## Achtergrond

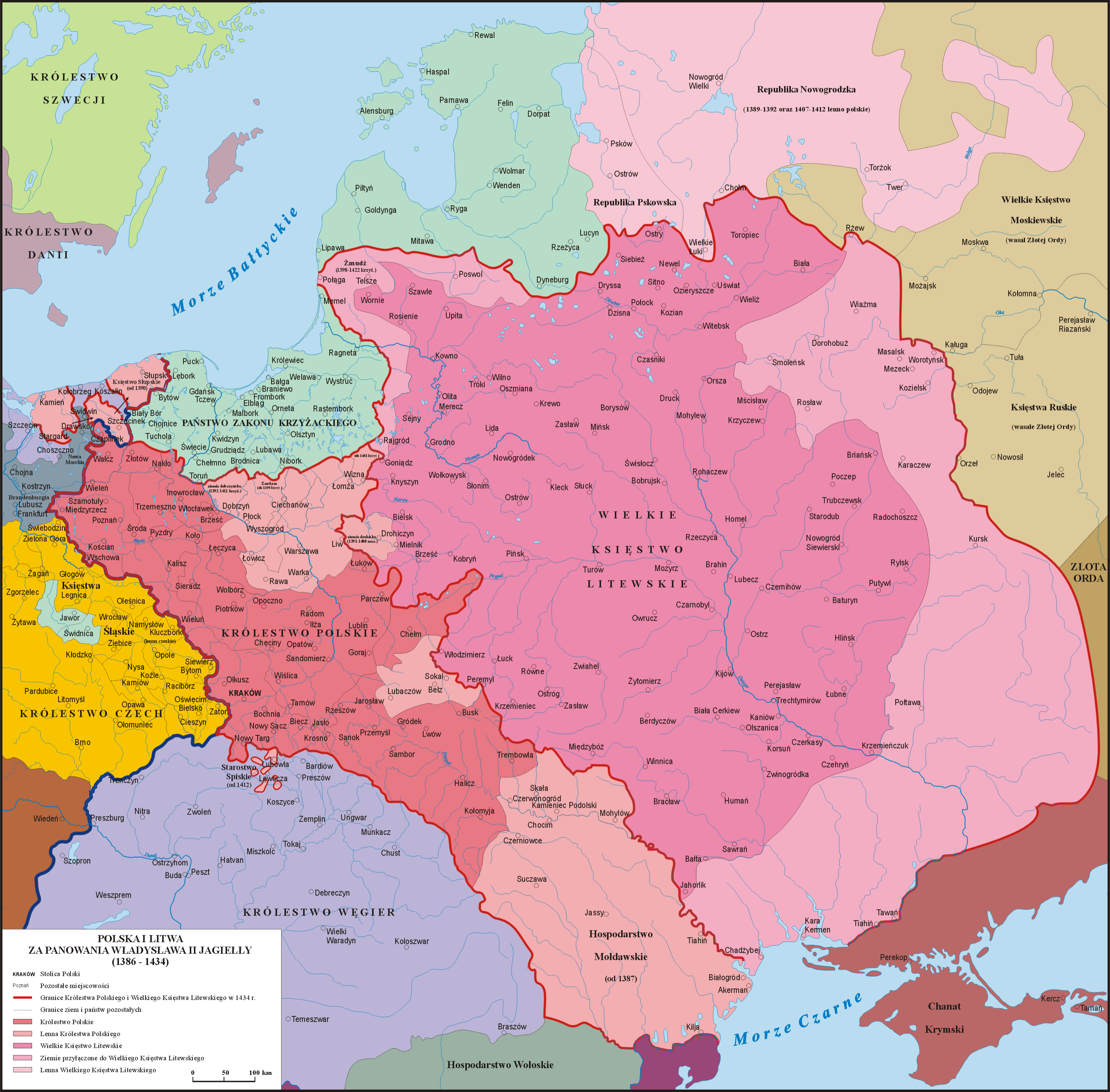
Polen en Litouwen (1386-1434)

In het jaar 1230 gingen de Teutoonse ridders, een ridderorde uit de kruistochten, naar het Kulmerland en lanceerden op vraag van Koenraad I, de koning van de Mazovische Slaven, de Pruisische Kruistocht tegen de heidense Pruisen. Met de hulp van de paus en de Heilige Roomse keizer veroverden en bekeerden de Teutonen de Pruisen tegen 1290 en verschoven hun aandacht naar het heidense groothertogdom Litouwen. De ridders vochten ongeveer honderd jaar in de Litouwse Kruistocht door de Litouwse landen te plunderen, vooral Samogitië aangezien het de ridders in Pruisen scheidde van hun mederidders in Lijfland. De grensgebieden veranderden in een onbewoonde wildernis, maar de ridders verkregen erg weinig grondgebied. De Litouwen gaven Samogitië eerst op tijdens de Litouwse Burgeroorlog in het Verdrag van Dubysa. Het gebied werd opgegeven om zo de hulp te verkrijgen van de Teutoonse ridders.
In 1385 stelde groothertog Jagiello voor om te trouwen met koningin Hedwig van Polen (1373-1399). Jagiello bekeerde zich tot het christendom en werd koning van Polen. Zo ontstond er dus een personele unie tussen het koninkrijk Polen en het groothertogdom Litouwen. De officiële kerstening van Litouwen zorgde ervoor dat de Teutoonse Orde geen religieuze motivering meer had voor oorlogen in dat gebied. De ridders antwoordden echter door de oprechtheid van de bekering van Jagiello in vraag te stellen. Ze brachten deze zaak zelfs voor het pauselijk hof. De territoriale conflicten over Samogitië, dat in Teutoonse handen was gevallen in 1404, bleven ondertussen bestaan. Verder maakte Polen ook aanspraak op Dobrzyń en Danzig (Gdańsk). De twee staten waren echter weinig in oorlog geweest sinds het Verdrag van Kalisz in 1343.

## Verloop

### Opstand, strijd en vredesverdrag
In mei 1409 brak er een opstand uit in het stuk van Samogitië dat in Teutoonse handen was. Litouwen steunde de opstand en de ridders dreigden ermee dat land binnen te vallen. Polen kondigde zijn steun voor de Litouwers aan en dreigde op zijn beurt om Pruisen binnen te vallen. Toen de Teutonen zich opnieuw terugkeerden uit Samogitië verklaarde de Teutoonse grootmeester Ulrich von Jungingen de oorlog aan Polen en Litouwen. Dit was op 6 augustus 1409. De ridders hoopten dat ze Polen en Litouwen apart zouden kunnen verslaan, en begonnen een inval in Groot-Polen en Koejavië. De Polen waren niet voorbereid, en de ridders brandden het kasteel van Dobrin plat, namen Bobrowniki in na een beleg van 14 dagen, veroverden Bydgoszcz (Bromberg) en plunderden verschillende dorpen. De Polen organiseerden tegenaanvallen en heroverden Bydgoszcz. Ondertussen vielen de Samogitiërs Memel Klaipėda aan. Geen van beide zijden was echter klaar voor een open oorlog.
Wenceslaus, de Heilige Roomse keizer, stemde ermee in als bemiddelaar op te treden. Op 8 oktober 1409 werd er een wapenstilstand overeengekomen; deze zou ten einde komen op 24 juni 1410. Beide zijden gebruikten deze tijd om zich beter voor te bereiden op de oorlog; ze verzamelden soldaten en deden pogingen tot onderhandelingen met andere staten. Beide zijden stuurden brieven en gezanten waarin ze elkaar beschuldigden van verschillende wandaden en bedreigingen tegen het christendom. Wenceslaus, die een geschenk van 60.000 florijnen kreeg van de Teutoonse ridders, verklaarde dat Samogitië rechtens toebehoorde aan hen en dat enkel Dobrzyń opnieuw over moest gaan op Polen. De ridders betaalden ook 300.000 dukaten aan Sigismund van Hongarije, die aanspraak maakte op het Vorstendom Moldavië, in ruil voor militaire hulp. Sigismund probeerde de Pools-Litouwse alliantie te verbreken door Vytautas een koningskroon aan te bieden; als die deze kroon aannemen, zou hij de voorwaarden van het verdrag tussen Polen en Litouwen schenden en zo spanning creëren tussen de twee staten. Ondertussen slaagde Vytautas erin een wapenstilstand te bekomen met de Lijflandse Orde.

### Strategie en mars in Pruisen

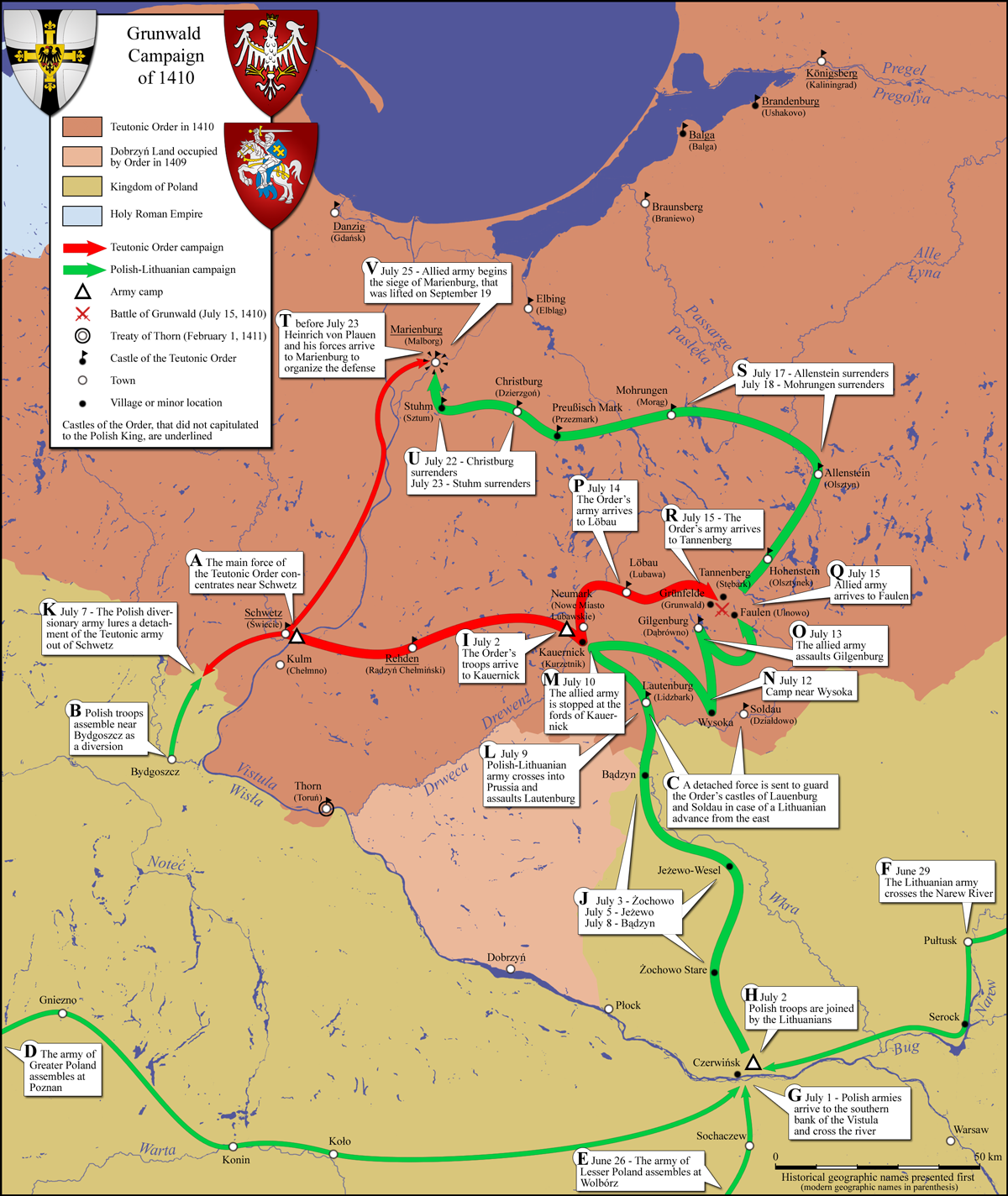
Kaart met daarop de legerbewegingen tijdens de veldtocht van Grunwald

Tegen december 1409 waren Jagiello en Vytautas overeengekomen dat ze eenzelfde strategie zouden toepassen: hun legers zouden zich bij elkaar aansluiten en samen naar Mariënburg (Malbork) opmarcheren, de hoofdstad van de Teutoonse Orde. De ridders verwachtten de verenigde aanval niet en maakten zich gereed voor een dubbele invasie – een door de Polen langs de Wisła richting Danzig (Gdańsk) en door de Litouwers langs de Memel richting Ragnit (Neman). Om deze bedreiging tegen te gaan concentreerde Ulrich von Jungingen zijn soldaten in Schwetz (Świecie), een centrale locatie van waaruit zijn leger tamelijk snel kon reageren op een invasie vanuit welke richting ook. Om hun plannen geheim te houden en zo de ridders te misleiden organiseerden Jagiello en Vytautas verschillende plundertochten in de grensgebieden, waardoor de ridders gedwongen waren om in Schwetz te blijven.
De eerste fase van de veldtocht van Grunwald was het verzamelen van de Pools-Litouwse troepen bij Czerwińsk, op ongeveer 80 km van de Pruisische grens. Hier stak het geallieerde leger de Wisła over met een ponton. Dit manoeuvre, dat precisie en goede coördinatie vereiste over de multi-etnische soldaten, werd voltooid in ongeveer een week (24 tot 30 juni 1410). Na de oversteek sloten Masovische soldaten onder Ziemovit IV en Jan I zich aan bij het leger. Ze trokken daarna verder richting Mariënburg, de hoofdstad van de Teutonen, op 3 juli. Ze staken de Pruisische grens over op 9 juli. Zodra Ulrich van Jungingen de Pools-Litouwse bedoelingen begreep, liet hij 3.000 man achter in Schwertz onder Heinrich von Plauen en marcheerde zelf met het grootste deel van zijn leger naar de rivier de Drewenz (Drwęca) bij Kauernik (Kurzętnik) om daar een sterke verdedigingslinie op te zetten. Op 11 juli besloot Jagiello de rivier niet over te steken bij zo'n goed verdedigde positie. Zijn leger zou daarentegen oostwaarts gaan richting de bron van de rivier om zo zonder problemen te kunnen marcheren richting Mariënburg. Het Teutoonse leger volgde de Drewenzrivier noordwaarts, stak het over bij Löbau (Lubawa) en ging daarna parallel met het Pools-Litouwse leger oostwaarts. Dat laatste plunderde het dorp Gilgenburg (Dąbrówno). Von Jungingen was zo woedend door de wreedheden die daar begaan waren dat hij zwoer dat hij de indringers zou verslaan.

### Slag bij Tannenberg

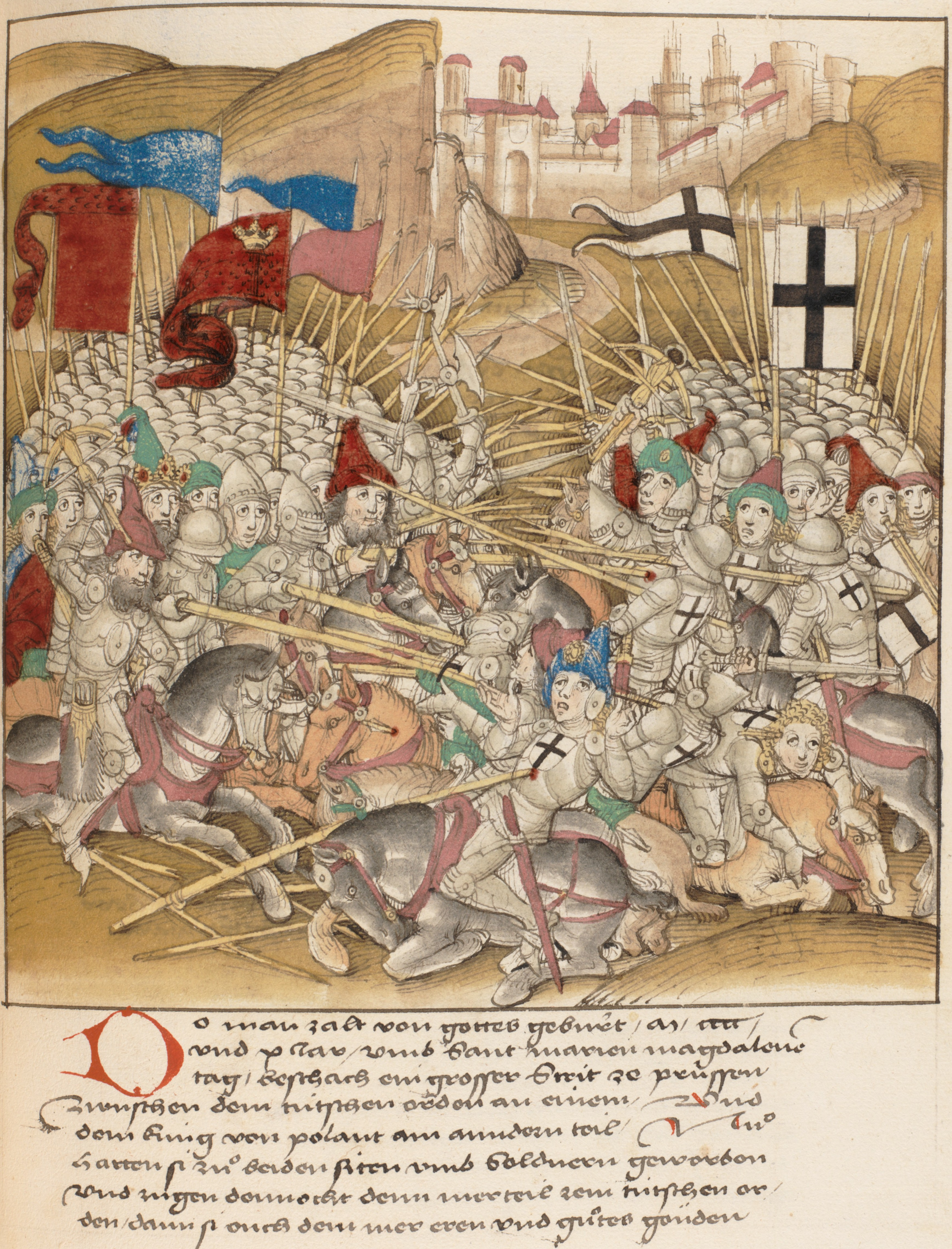
De slag zoals hij afgebeeld wordt in de Berner Chronik

De Slag bij Tannenberg vond plaats op 15 juli 1410 tussen de dorpen Grunwald, Tannenberg (Stębark) en Ludwigsdorf (Łodwigowo). Moderne schattingen over de getallensterktes gaan van 16.500 tot 39.000 voor het Pools-Litouwse leger en van 11.000 tot 27.000 voor de Teutonen. Het Pools-Litouwse leger bevatte soldaten van verschillende nationaliteiten en religies: de Rooms-Katholieke Pools-Litouwse troepen vochten samen met de heidense Samogitiërs, orthodoxe Roetheniërs en islamitische Tataren. Tweeëntwintig verschillende volkeren, waaronder het meeste Germaanse, sloten zich aan bij de Teutonen.
De ridders hoopten dat de Polen of Litouwen eerst zouden aanvallen en stuurden twee zwaarden, bekend als de Grunwaldzwaarden, om zo Jagiello en Vytautas 'uit te nodigen' voor een veldslag. De Litouwers vielen ook eerst aan, maar na meer dan een uur van zware gevechten sloeg de Litouwse lichte cavalerie op de vlucht. De reden voor deze aftocht – of het nu een op voorhand bedacht manoeuvre of slechts een gewone vlucht was – blijft voer voor discussie. Hierop volgden zware gevechten tussen de Poolse en Teutoonse soldaten en deze kwamen zelfs tot aan het koninklijke kamp van Jagiello. Een ridder viel zelfs Jagiello aan, maar die werd gered door de koninklijke secretaris, Zbigniew Oleśnicki. Toen de Poolse eenheden de gevechten leken te winnen, keerden de Litouwers terug naar de veldslag. Toen grootmeester von Jungingen een doorbraak door de Litouwse linies te forceren, sneuvelde hij. Omsingeld en zonder leider begonnen de Teutoonse ridders zich terug te trekken naar hun kamp in de hoop hun wagens zo te zetten dat ze hen beschermden als muren. Deze verdediging werd echter snel doorbroken en het kamp werd geplunderd. Volgens een ooggetuige stierven er toen meer ridders dan op het slagveld zelf.
De nederlaag van de Teutoonse ridders was volledig. Er sneuvelden ongeveer 8.000 soldaten in het Teutoonse leger en 14.000 van hen werden gevangengenomen. Het grootste deel van de ordeleden zelf sneuvelden, waaronder het grootste deel van de bevelhebbers. De hoogste Teutoonse officier die de slag wist te ontsnappen was Werner von Tettinger. Het grootste deel van de gevangengenomen voetsoldaten en huurlingen werden kort na de veldslag vrijgelaten. De edelmannen werden gevangen gehouden en er werd veel losgeld gevraagd voor hen.

### Beleg van Mariënburg

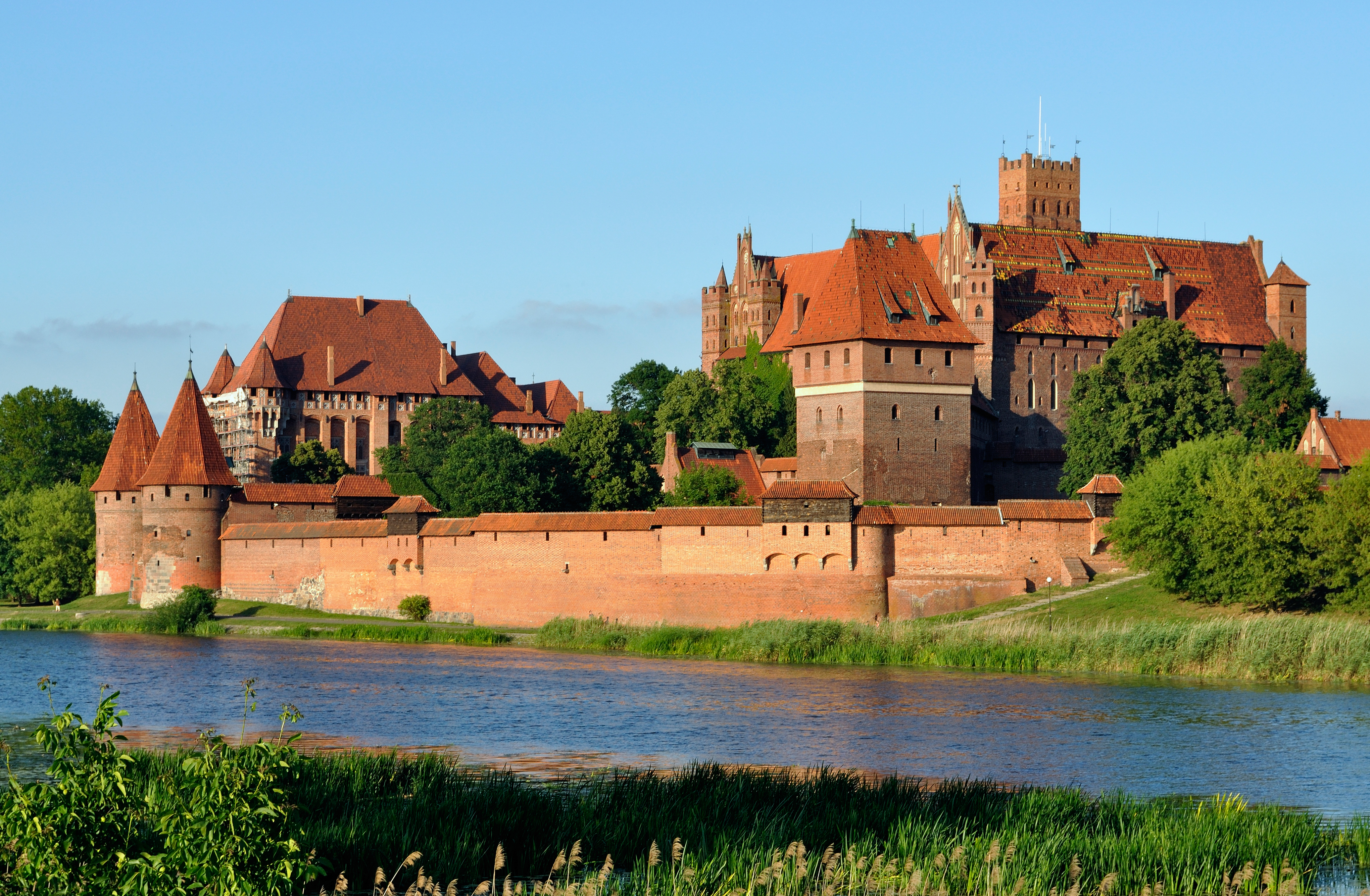
Het slot van Mariënburg, de hoofdstad van de Teutoonse ridders

Na de slag treuzelden de Poolse en Litouwse troepen om de Teutoonse hoofdstad Mariënburg (Malbork) aan te vallen door drie dagen op het slagveld te blijven. Daarna marcheerden ze ernaartoe met dagmarsen van gemiddeld 15 km. De hoofdmacht bereikte het inmiddels sterk verdedigde Mariënburg pas op 26 juli. Deze vertraging gaf Heinrich von Plauen voldoende tijd om een verdediging te organiseren. De Poolse historicus Paweł Jasienica denkt dat dit met opzet gedaan werd door Jagiello, die de vernederde maar nog niet vernietigde Orde wilde behouden zodat de machtsverhoudingen tussen Polen (dat waarschijnlijk de meeste bezittingen van de Orde zou verkrijgen als ze volledig verslagen werden) en Litouwen gelijk bleven. Maar een tekort aan primaire bronnen zorgt ervoor dat er geen zekere reden kan worden gegeven.
Jagiello zond zijn troepen ondertussen naar andere Teutoonse forten. Deze gaven zich vaak over zonder veel tegenstand. Hieronder waren ook de grotere steden Danzig (Gdańsk), Thorn (Toruń) en Elbing (Elbląg). Slechts acht kastelen bleven in Teutoonse handen. De Poolse en Litouwse belegeraars van Mariënburg waren niet voorbereid op een lang beleg. Ze hadden een munitietekort, de soldaten hadden een laag moreel, en een dysenterie-epidemie was uitgebroken in het kamp. De Teutoonse ridders vroegen hun bondgenoten om hulp en Sigismund van Hongarije, Wenceslaus en de Lijflandse Orde beloofden financiële hulp en versterkingen te sturen. Het Beleg van Mariënburg werd opgeheven op 19 september. De Pools-Litouwse garnizoenen uit de bezette forten verlieten die en keerden terug naar huis. Daardoor konden de ridders de kastelen snel heroveren. Tegen het einde van oktober bleven slechts vier Teutoonse kastelen langs de grens in Poolse handen. Jagiello bracht een nieuw leger op de been en versloeg de ridders opnieuw in de Slag bij Koronowo op 10 oktober 1410. Na enkele andere gevechten besloten beide zijden om met de onderhandelingen te beginnen.

## Nasleep

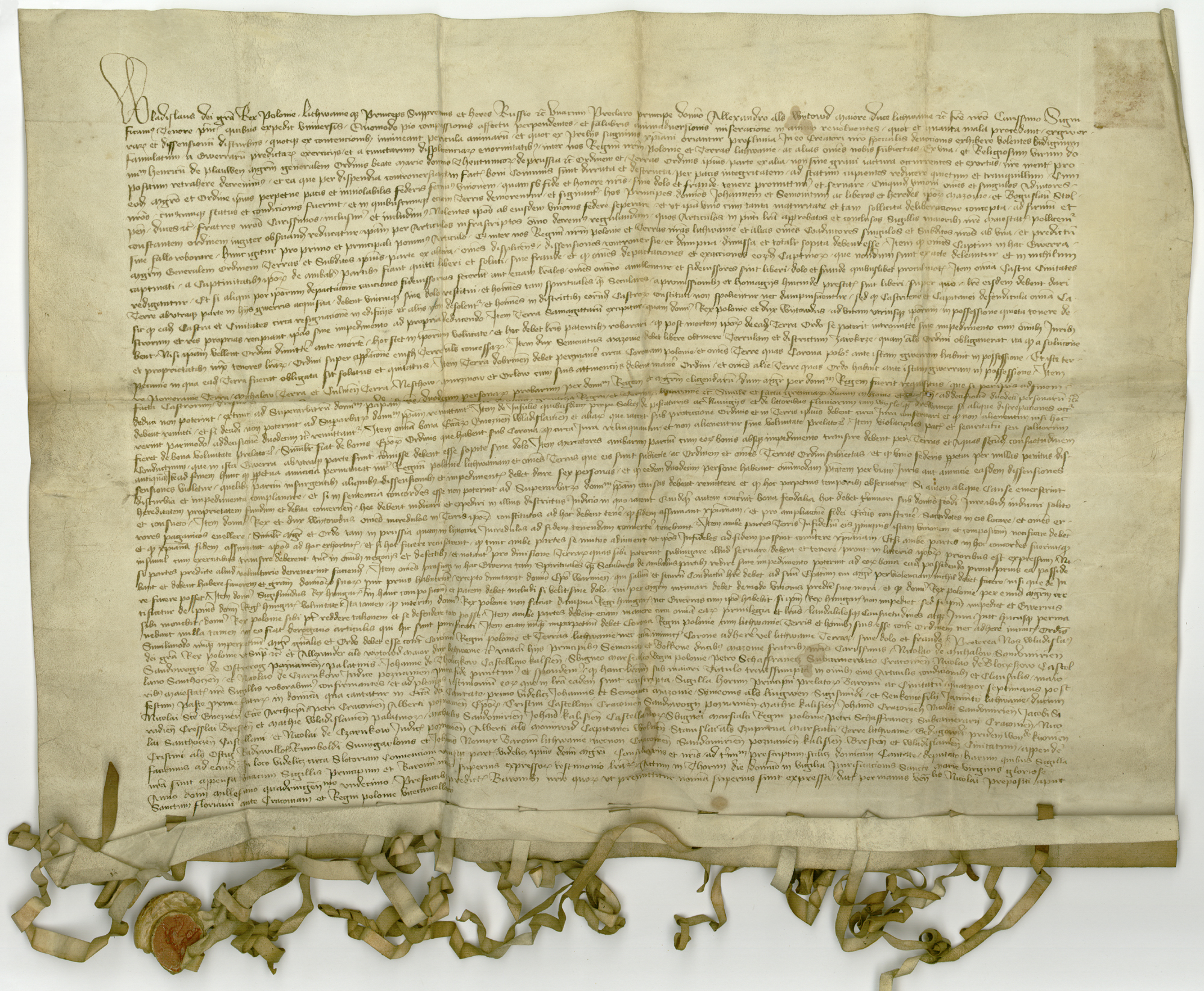
Eerste Vrede van Thorn

De Eerste Vrede van Thorn werd getekend op 1 februari 1411. De ridders gaven het land rond Dobrzyń op, en eveneens hun aanspraken op Samogitië tijdens het leven van Jagiello en Vytautas. Er zouden echter nog twee oorlogen komen (de Hongeroorlog van 1414 en de Pools-Teutoonse Oorlog van 1422) vooraleer het Verdrag van Melno de territoriale conflicten zou oplossen. De Polen en Litouwers waren er niet in geslaagd om de militaire overwinning om te zetten in territoriale of diplomatische aanwinsten. De Vrede van Thorn zorgde er echter wel voor dat de Teutoonse ridders veel herstelbelasting moesten betalen, waarvan ze nooit meer zouden herstellen. Ze moesten een schadevergoeding in zilver betalen, geschat op tien keer de jaarlijkse inkomst van de koning van Engeland, die ze moesten betalen in vier jaar. De ridders gingen zware leningen aan om te kunnen betalen. Zo confisqueerden ze goud en zilver van kerken en verhoogden de belastingen. De grote Pruisische steden, Danzig en Thorn kwamen in opstand tegen deze belastingverhogingen. De nederlaag bij Tannenberg zorgde ervoor dat de ridders nog maar weinig mankracht hadden om hun overgebleven gebieden te beschermen. Aangezien zowel Polen als Litouwen nu christelijke landen waren, was het voor de ridders moeilijk om nieuwe kruisvaarders te rekruteren. De Teutoonse grootmeesters moesten daarom vertrouwen op huurlingen, wat erg duur was voor hun al lege schatkist. De interne conflicten, economische achteruitgang en belastingverhogingen leidden tot onrust en de stichting van de Pruisische Bond in 1441. Dat leidde op zijn beurt tot een aantal conflicten die hun hoogtepunt bereikten in de Dertienjarige Oorlog.